# فلورنسا كنول
فلورنسا كنول (بالإنجليزية: Florence Knoll)‏ هي مهندسة معمارية أمريكية، ولدت في 24 مايو 1917 في ساغيناو في الولايات المتحدة، وتوفيت في 25 يناير 2019 في كورال غيبلز في الولايات المتحدة.

## معرض صور

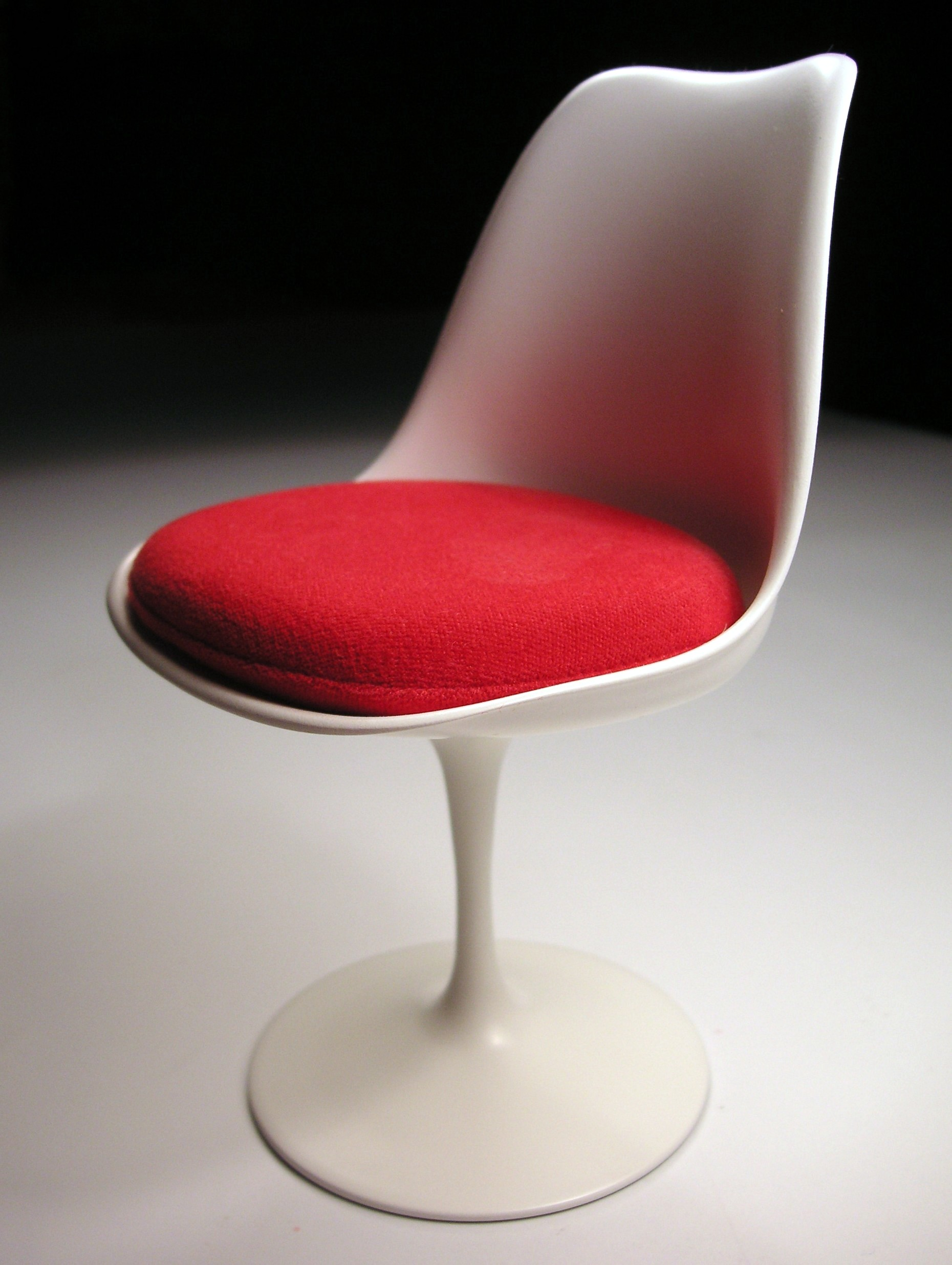
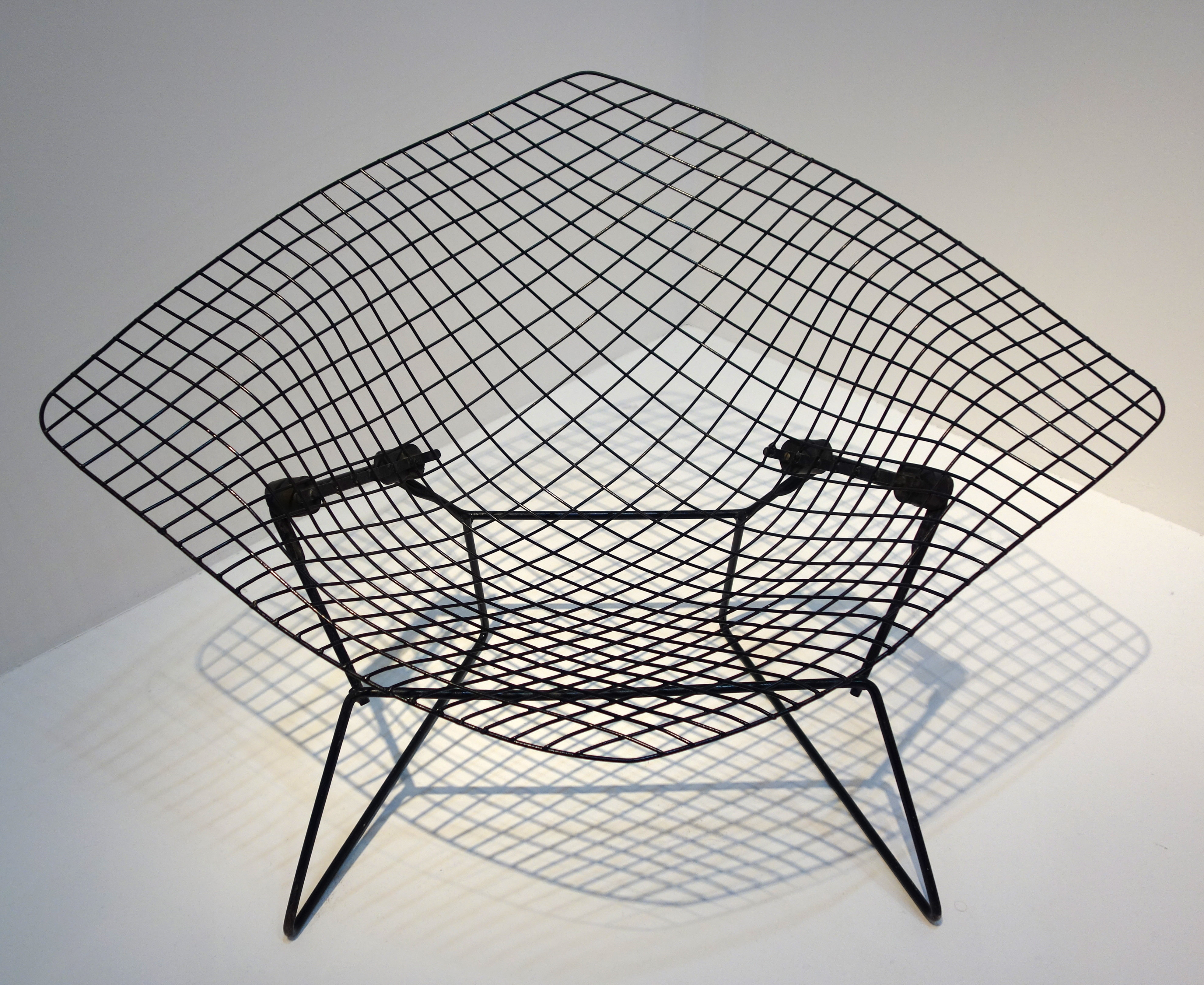
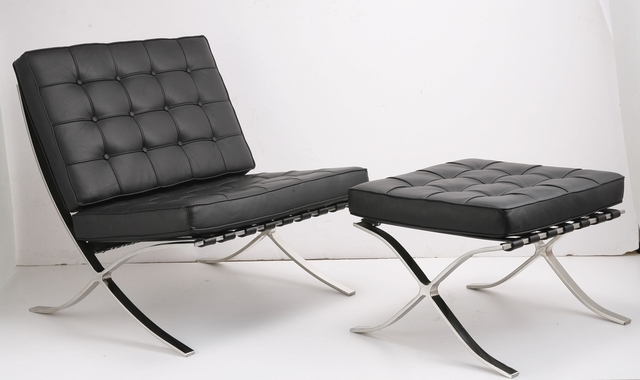
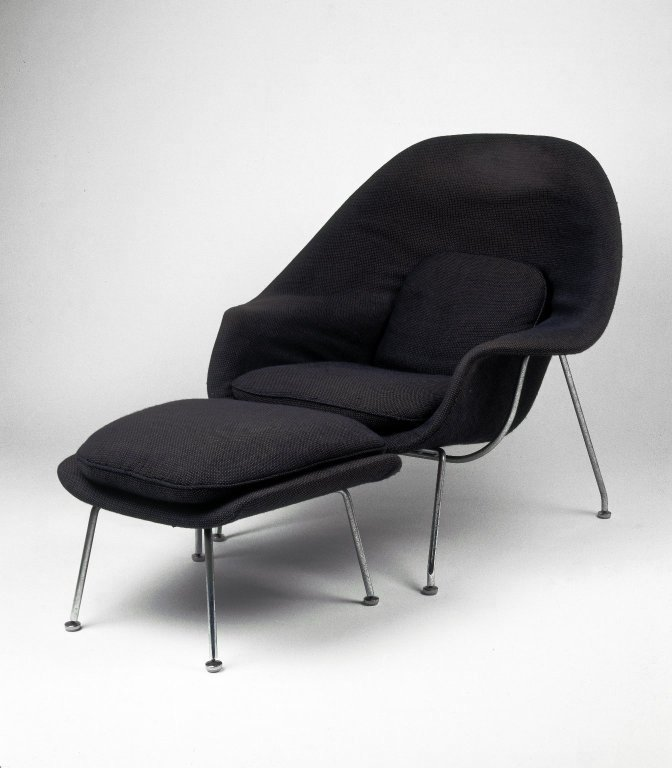